# Mirjam Puchner
Mirjam Puchner (Schwarzach im Pongau, 18 mei 1992) is een Oostenrijkse alpineskiester. Ze won de zilveren medaille in 2022 op de Super G tijdens de Olympische Winterspelen in Peking en in 2025 bij de afdaling tijdens de wereldkampioenschappen in Saalbach.

## Carrière
Puchner maakte haar wereldbekerdebuut in januari 2013 in Sankt Anton am Arlberg. In december 2013 scoorde ze in Val-d'Isère haar eerste wereldbekerpunten. Twee jaar later behaalde de Oostenrijkse in Val d'Isère haar eerste toptienklassering in een wereldbekerwedstrijd. Op 16 maart 2016 boekte Puchner in Sankt Moritz haar eerste wereldbekerzege.

## Resultaten

### Olympische Winterspelen
| Jaar | Plaats | Resultaten            |
| ---- | ------ | --------------------- |
| 2022 | Peking | Super G · 8e Afdaling |

### Wereldkampioenschappen
| Jaar | Plaats             | Resultaten                   |
| ---- | ------------------ | ---------------------------- |
| 2021 | Cortina d'Ampezzo  | 11e Afdaling                 |
| 2023 | Courchevel-Méribel | 4e Afdaling 19e Super G      |
| 2025 | Saalbach           | Afdaling · 5e Teamcombinatie |

### Wereldbeker
Eindklasseringen
| Seizoen   | Algm | AD  | SG  | SC  |
| --------- | ---- | --- | --- | --- |
| 2013/2014 | 94e  | 43e | –   | 22e |
| 2014/2015 | 47e  | 26e | 26e | 21e |
| 2015/2016 | 34e  | 12e | 28e | 25e |
| 2016/2017 | 49e  | 24e | 27e | 44e |
| 2018/2019 | 37e  | 11e | 36e | –   |
| 2019/2020 | 59e  | 33e | 25e | –   |
| 2020/2021 | 41e  | 18e | 25e |     |
| 2021/2022 | 16e  | 5e  | 11e |     |
| 2022/2023 | 19e  | 5e  | 10e |     |
| 2023/2024 | 15e  | 7e  | 7e  |     |
| 2024/2025 | 41e  | 14e | 19e |     |

Wereldbekerzeges
| Datum         | Plaats       | Onderdeel |
| ------------- | ------------ | --------- |
| 16 maart 2016 | Sankt Moritz | Afdaling  |
| 13 maart 2019 | Soldeu       | Afdaling  |